# Europäische Union Christlich-Demokratischer Arbeitnehmer
Die Europäische Union Christlich-Demokratischer Arbeitnehmer (EUCDA) ist die Arbeitnehmerorganisation der Europäischen Volkspartei. Sie wurde 1977 in Brüssel gegründet. Ihr Vorsitzender ist seit 2023 der Europaabgeordnete Dennis Radtke, Generalsekretärin ist seit 2020 Cindy Franssen.
Die Europäische Union Christlich-Demokratischer Arbeitnehmer ist proeuropäisch orientiert. Zu den ehemaligen Vorsitzenden gehören Hans Katzer, Jean-Claude Juncker, Miet Smet und Elmar Brok.

## Mitgliedsorganisationen
Die EUCDA hat die folgenden Mitgliedsorganisationen:

### Belgien
- Algemeen Christelijk Werknemersverbond (ACW)[7]

### Deutschland
- Christlich-Demokratische Arbeitnehmerschaft[7]
- Christlich Soziale Arbeitnehmerunion[7]

### Griechenland
- Dimokratiki Agonistiki Kinisi Ergazomenon[7]

### Italien
- ArbeitnehmerInnen in der SVP[7][8]
- Movimento Cristiano dei Lavoratori[7]

### Luxemburg
- Lëtzebuerger Chrëschtleche Gewerkschafts-Bond[7][9]

### Malta
- Solidarjeta Haddiema Partit Nazzjonalista[7]

### Niederlande
- EUCDW - Nederland[7]

### Österreich
- Zentralverband der Christlichen Arbeitnehmerinnen und Arbeitnehmer Österreichs[7][10]
- Österreichischer Arbeitnehmerinnen und Arbeitnehmerbund ÖAAB[7][11]

### Portugal
- Federação dos Trabalhadores Democrata-Cristãos[7]

### Schweiz
- Union chrétienne - sociale[7]

### Slowenien
- Združenje delavcev Nove Slovenije[7]

### Spanien
- Unio de Treballadors Democristians de Catalunya[7]
- Centro Social de Trabajadores[7]

### Ungarn
- Munkástanácsok Országos Szövetsége[7]

## Beobachter
Die EUCDA hat folgende Beobachterorganisationen:

### Belgien
- Démocratie Chrétienne Wallonie Bruxelles[7]

### Estland
- ETÖK/Isamaa ja Res Publica Liit[7]

### Irland
- Fine Gael Trade Union Council[7]

### Moldawien
- PPA Moldova[7]

### Rumänien
- Organizaţia muncitorească[7]

### Tschechische Republik
- Křesťanská odborová koalice[7]